# Valsinni
Valsinni község (comune) Olaszország Basilicata régiójában Matera megyében.

## Fekvése
A megye délnyugati részén fekszik, egy, a Sinni folyó völgye fölé emelkedő dombon. 

## Története
A település valószínűleg az egykori görög város, Lagaria helyén épült fel. Első említése a 11. századból származik Favale néven. A következő századokban nemesi birtok volt, majd 1806-ban vált önállóvá, amikor a Nápolyi Királyságban felszámolták a feudalizmust.

## Népessége
A népesség számának alakulása:

## Főbb látnivalói
- Castello - egykori nemesi vár
- Santa Maria Assunta-templom
- Santissima Annunziata-kápolna